# Herrenhausen

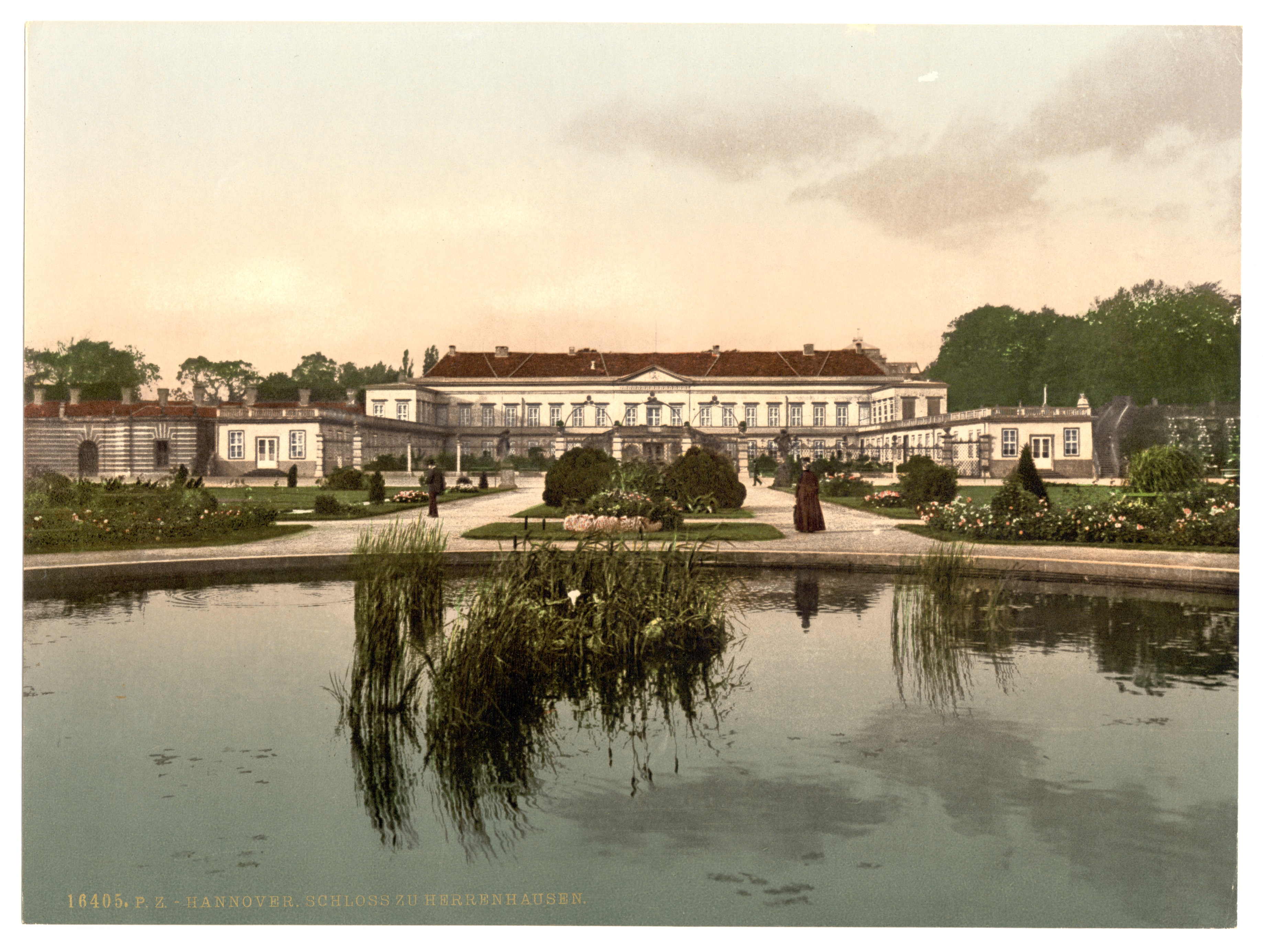
Schloss Herrenhausen omkring 1895.

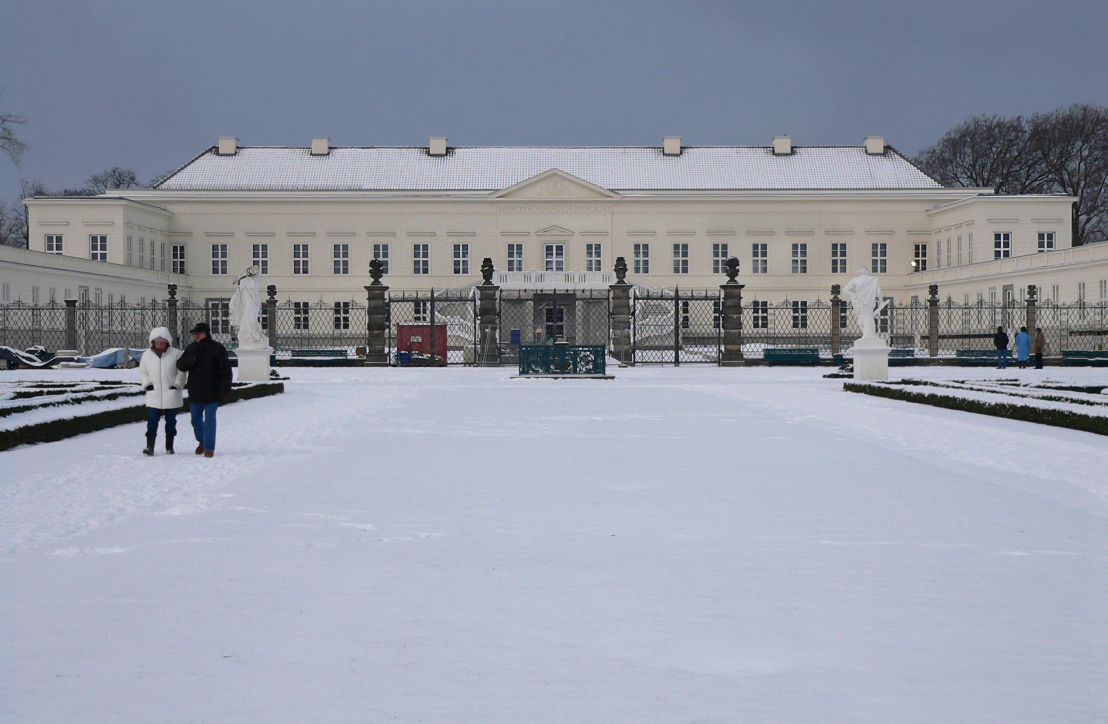
Schloss Herrenhausen 2013.

Herrenhausen i Hannover var ursprungligen en by med ett lustslott. Numera är Herrenhausen en stadsdel i Hannover. 
Slottet Herrenhausen, ursprungligen byggt omkring 1720, användes som sommarslott av kungarna av Hannover. På Herrenhausen slöts den 3 september 1725 ett mot Spanien och Österrike riktat alliansfördrag ("hannoverska alliansen") mellan England, Frankrike och Preussen. 
1804 hade Jean-Baptiste Bernadotte, senare känd som kung Karl XIV Johan av Sverige, sin bostad där under sin tjänstgöring.
Det blev bombat under andra världskriget, låg i ruiner i nära 70 år, men 2009 bestämdes att slottet skulle återuppbyggas och det invigdes på nytt i januari 2013. Det ska fortsättningsvis användas som ett konferenscenter.
Slottet är berömt för sina vackra, vidsträckta trädgårdsanläggningar.

## Befolkningsutveckling

Grafen visar befolkningsutvecklingen i distriktet Herrenhausen-Stöcken sedan den 1 januari 2005. 